# Ильгисонис, Виктор Игоревич
Ви́ктор И́горевич Ильгисо́нис — российский физик, доктор физико-математических наук, профессор, член-корреспондент РАН (2022), директор Курчатовского института, директор направления научно-технических исследований и разработок госкорпорации Росатом. Заслуженный деятель науки Российской Федерации (2024).

## Биография
Родился в Москве 8 февраля 1959 года. Окончил московскую физико-математическую школу № 444, в 1981 году с отличием закончил МФТИ, специальность — «Экспериментальная ядерная физика», квалификация — «инженер-физик». В 1981—1984 гг. — аспирант Института атомной энергии им. И. В. Курчатова. Работал в Курчатовский институт в лаборатории М. А. Леонтовича. В 1987 году защитил кандидатскую диссертацию на тему «Устойчивость плазмы в замкнутых магнитных ловушках с локализированным МГД-стабилизатором». С 1984 г. по 2017 г. прошел путь от младшего научного сотрудника до директора Национального исследовательского центра «Курчатовский институт». В 2004 г. защитил докторскую диссертацию на тему «Магнитогидродинамические модели плазмы: лагранжевы свойства и проблема устойчивости». С 2015 по 2018 годы являлся директором Курчатовского института. С 2018 г. — директор направления научно-технических исследований и разработок Государственной корпорации по атомной энергии «Росатом».
В 1996 г. стажировался в институте физики плазмы Фундаментальных исследований по вопросам материи (ФОМ) (англ.: The Foundation for Fundamental Research on Matter (FOM) Institute for Plasma Physics), Нивехайн, Нидерланды. В 1999—2001 гг. читал курс лекций на кафедре математики физического факультета в МГУ им. М. В. Ломоносова. В 2002—2018 гг. — доцент, затем профессор кафедры физики плазмы факультета экспериментальной и теоретической физики Национального исследовательского ядерного университета Московского инженерно-физического института (НИЯУ МИФИ). 2007—2018 — профессор, заведующий кафедрой прикладной физики Российского университета дружбы народов, директор Института физических исследований и технологий Российского университета дружбы народов.
Является членом редколлегии журнала «Физика плазмы», председателем секции теории плазмы Научного Совета РАН по физике плазмы. В 2022 г. избран членом-корреспондентом РАН. Член Программного комитета Международной конференции МАГАТЭ по термоядерной энергии, член Международного Совета ИТЭР. Председатель диссертационного совета Д 520.009.02. Руководитель федерального проекта по развитию техники, технологиям и научным исследованиям в области использования атомной энергии на период до 2024 год. Вице-председатель Совета ИТЭР. Автор более 150 научных работ.

## Научная деятельность
Научный интересы: физика плазмы, магнитная гидродинамика. Занимается созданием реакторов типа Токамак, был главным помощником Е. П. Велихова в исследованиях по термоядерному синтезу. Также занимается электрическим ракетным двигателем, идеальным проводником.

## Награды
- Заслуженный деятель науки Российской Федерации (13 июня 2024 года) — за заслуги в научной деятельности и многолетнюю добросовестную работу[3]